# Iglesia Arciprestal de la Asunción de Nuestra Señora (Liria)

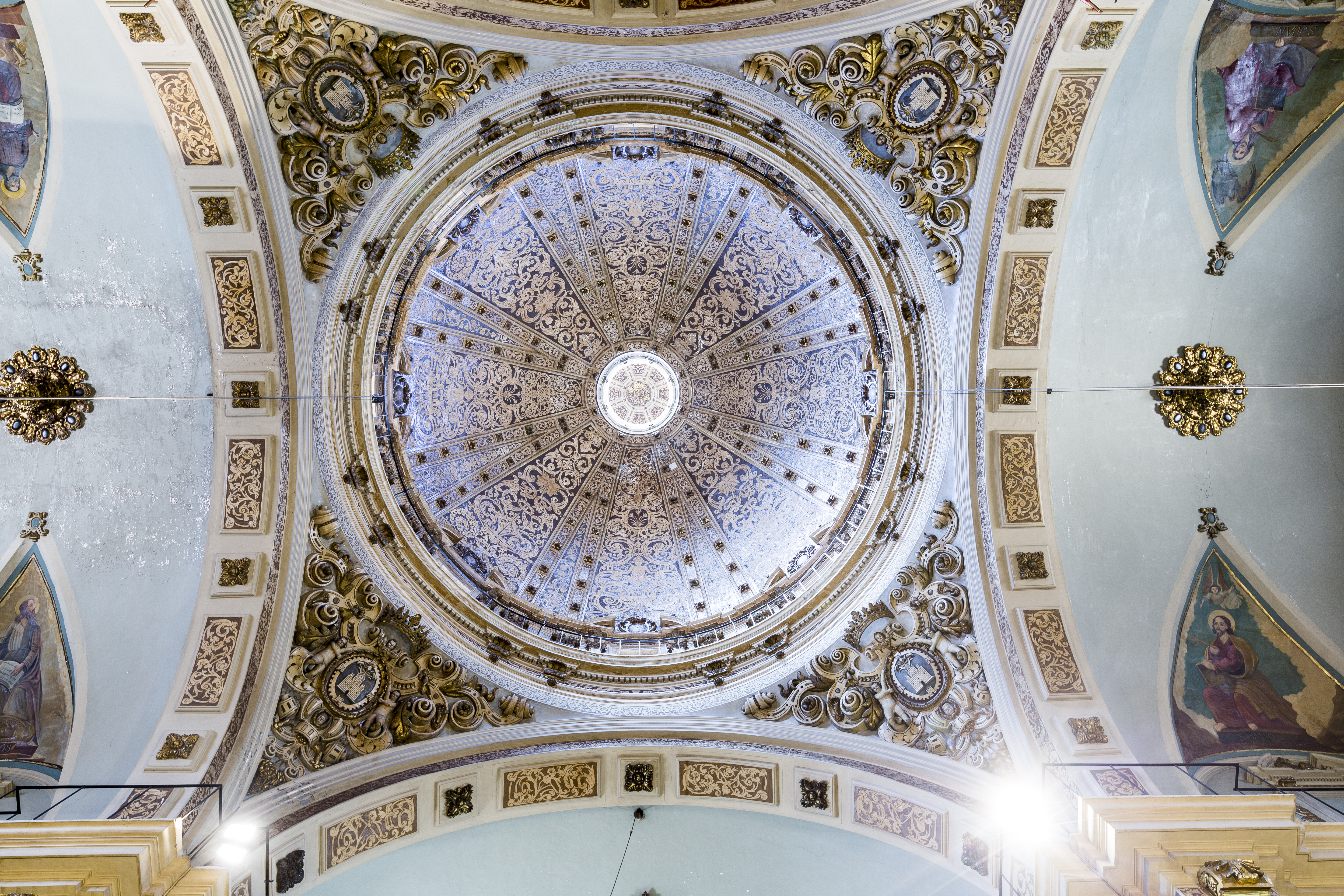
Interior de la Cúpula de la Basílica Arciprestal

La Basílica Arciprestal de la Asunción de Nuestra Señora, de Liria, de estilo barroco, data del siglo XVII. Su interior consta de tres naves con arco de medio punto. Destaca la gran cúpula situada sobre el crucero, cuya traza realizó Pablo Albiniano de Raxas en 1626, aunque el proyecto fue modificado por Pedro Ambuesa en 1634. 
Su fachada, monumental, está inspirada en la del monasterio de San Miguel de los Reyes de Valencia. Se articula a modo de retablo de tres cuerpos y doble escalinata, y fue realizada por el escultor Tomás Lleonart. 
En el interior también se conservan algunas obras de importantes, como el baldaquino que realizó el arquitecto Vicente Traver para la Santa Catedral de Valencia
En medio del coro está el sepulcro de Jacobo Francisco Fitz-James Stuart y Colón de Portugal, III duque de Berwick y III duque de Liria y Jérica, señalado por una lápida de mármol azul (9 x 4 palmos) con un escudo de mármol blanco en la parte superior y una larga inscripción con los títulos, méritos y fecha de fallecimiento de 1785.
En el lado de la Epístola del presbiterio se encuentra el mausoleo de María Teresa de Silva y Palafox, última duquesa de Alba de la Casa Silva, fallecida en Florencia en el año 1818, un mausoleo costeado por su hijo Carlos Miguel Fitz-James Stuart y Silva, VII duque de Berwick y VII duque de Liria y Jérica, que fue labrado en 1833 en Roma por José Álvarez, primer escultor de cámara del Rey. El mausoleo, de 27 palmos y estilo griego, presenta una estructura piramidal, con gradación de mármol, más blanco según se asciende y culmina con el de Carrara. Dos mancebos afligidos con antorchas caídas flanquean el retrato de la duquesa.
Al pie del sepulcro se encuentra el de su propio hijo, que falleció en 1835, como refleja la lápida de mármol blanco e inscripción de piedra azul a los pies del mausoleo.